# Daňatar Öwezow
Daňatar Öwezow (ros. Дангатар Овезов, Dangatar Owezow; ur. 1 stycznia 1911, zm. 5 maja 1966 w Aszchabadzie) – turkmeński kompozytor.

## Życiorys
Urodził się na terenie dzisiejszego wilajetu maryjskiego w Turkmenistanie. Służył jako pasterz. Ukończył Taszkenckie Technikum Pedagogiczne. W latach 1930–1935 pracował jako wykładowca w Taszkencie. Potem studiował w Leningradzkim Konserwatorium Państwowym w klasie kompozycji. Od 1941 do 1948 roku piastował stanowisko dyrygenta głównego Turkmeńskiego Teatru Opery i Baletu. Uchodzi za jednego z prekursorów współczesnej muzyki turkmeńskiej. Do jego najbardziej znanych utworów należą opery „Şasenem we Garyp” (1943) i „Leýli we Mejnun” (1946; według bliskowschodniej historii miłosnej o tej samej nazwie).

## Odznaczenia
W 1961 roku Daňatar Öwezow został wyróżniony tytułem Ludowego Artysty Turkmeńskiej SRR, a w 1966 roku otrzymał Państwową Nagrodę Turkmeńskiej SRR imienia Magtymguly’ego, która w Turkmenii epoki Związku Radzieckiego była przyznawana we wszystkich dziedzinach sztuki.

## Upamiętnienia
W celu uczczenia pamięci Daňatara Öwezowa nazwana została jego imieniem Tukmeńska Państwowa Szkoła Muzyczna w Aszchabadzie. Do jej wybitnych absolwentów należy np. współczesny piosenkarz turkmeński Parahat Amandurdyýew.

## Literatura
- Amangul Jarowa. Wypalona ziemia. Kultura niezależnego Turkmenistanu (przekład z rosyjskiego oryginału, tłumacz Jolanta Piaseczna)
- Овезов, Дангатар в Большой биографической энциклопедии (ros.)